# Отрицательные местоимения
Отрицательные местоимения (лат. Pronomina negativa, анг. Negative pronouns) — разряд (тип) местоимений, задача которых — отрицать существование реалий. Образуются от вопросительных местоимений с помощью префикса ни-, не-. Отрицательные местоимения, образованные приставкой не-, называются предикативными.

## Примеры
- За утерю шлема его никто не упрекнул, и он почти успокоился[3].
- Но с этим командиром, пожалуй, никакого отдыха не получится[4].
- Негде там купаться и валяться, одни кремни да колючки[5].
- Аплодисментов ждать пока что неоткуда…[6]

| Вопросительное местоимение \ префикс | ни-       | не-       |
| ------------------------------------ | --------- | --------- |
| кто                                  | никто́     | не́кто     |
| что                                  | ничто́     | не́что     |
| как                                  | ника́к     | не́как     |
| чей                                  | ниче́й     | -         |
| сколько                              | ниско́лько | не́сколько |
| когда                                | никогда́   | не́когда   |
| где                                  | нигде́     | не́где     |
| куда                                 | никуда́    | не́куда    |
| чего                                 | ничего́    | не́чего    |

## Морфологические особенности
- У местоимений никто́, ничто́ нет ни грамматического рода, ни грамматического числа, однако они склоняются как местоимения кто, что.
- В контексте предлогов (первообразных) у местоимений никто, ничто, никакой, возникают разрывные формы: ни у кого, ни для чего, ни к какой.
- У местоимений не́кого, не́чего, субстантивных, дефектная парадигма — они не имеют именительного падежа.[7]
- У не́чего отсутствует и самостоятельный винительный падеж — он возможен только при предлоге, например, наказывать не за что.

| Им. п.    | никто́  |           | ничто́  |             |
| --------- | ------ | --------- | ------ | ----------- |
| Род. п.   | никого́ | ни у кого́ | ничего́ | ни для чего́ |
| Дат. п.   | никому́ | ни к кому́ | ничему́ | ни к чему́   |
| Вин. п.   | никого́ |           | ничто́  | ни за что́   |
| Твор. п.  | нике́м  | ни с ке́м  | ниче́м  | ни с че́м    |
| Предл. п. |        | ни о ко́м  |        | ни о чём    |

## Правило обязательного отрицательного согласования
Основным правилом правильного использования местоимений никто́, ничто́ является обязательное отрицательное согласование, то есть местоимение с префиксом ни- либо группа местоимений с префиксом ни- требует наличия отрицательной частицы не в сказуемом.
- Никто никому ничего не сказал.
- За утерю шлема его никто не упрекнул, и он почти успокоился.[3]
- Никто мне тогда не помог.

Аналогичное правило есть, например, в литовском (пример: niekas niekam nieko nepasake), в грузинском, в греческом; во многих романских языках. А в германских языках или в латыни такого правила нет.